# جان-باسكال فونتين
جان-باسكال فونتين (بالفرنسية: Jean-Pascal Fontaine)‏ هو لاعب كرة قدم فرنسي في مركز الوسط، ولد في 11 مارس 1989 في Saint-Louis, Réunion ‏ في فرنسا. لعب مع نادي بوفيه ونادي لوهافر.

## وصلات خارجية
- جان-باسكال فونتين على موقع رابطة كرة القدم الفرنسية للمحترفين (الإنجليزية)
- جان-باسكال فونتين على موقع قاعدة بيانات كرة القدم.إي يو (الإنجليزية)
- جان-باسكال فونتين على موقع عالم كرة القدم.نت (الإنجليزية)